# ملیسا بولانهاگی
ملیسا بولانهاگی (انگلیسی: Melissa Bulanhagui؛ زادهٔ ۱۶ اوت ۱۹۹۰) اسکیت‌باز نمایشی، بازیگر پورنوگرافی و مدل عکاسی اروتیک اهل ایالات متحده آمریکا است. در سال ۲۰۱۹، او با نام هنری جادا کای (Jada Kai) بازیگر پورنوگرافی شد.